# Zmarli w czerwcu 2013

## Czerwiec 2013
- 30 czerwca
  - Minella Borova – albański aktor[1]
  - Thompson Oliha – nigeryjski piłkarz[2]
  - Ingvar Rydell – szwedzki piłkarz[3]
- 29 czerwca
  - Donald Bonham – australijski lekkoatleta, średniodystansowiec[4]
  - Margherita Hack – włoska pisarka[5]
  - Jim Kelly – amerykański aktor, mistrz sztuk walki[6]
  - Paul Smith – amerykański pianista jazzowy[7]
- 28 czerwca
  - Ted Hood – amerykański żeglarz[8]
  - Mirosław Stroczyński – polski górnik, współtwórca NSZZ „Solidarność” na Górnym Śląsku[9]
- 27 czerwca
  - Stefano Borgonovo – włoski piłkarz[10]
  - Tadeusz Łęski – polski architekt[11]
  - Alain Mimoun – francuski lekkoatleta, długodystansowiec[12]
  - Wiesław Mróz – polski frezer i działacz partyjny, poseł na Sejm PRL VI i VII kadencji (1972–1980)[13]
- 26 czerwca
  - Hervé Boussard – francuski kolarz szosowy[14]
  - Marc Rich – finansista i przedsiębiorca, twórca rynku kasowego (spot) nieprzetworzonej ropy naftowej, oszust podatkowy[15]
  - Bert Stern – amerykański fotograf[16]
  - Jacek Walczewski – polski konstruktor, meteorolog, profesor[17]
- 25 czerwca
  - Jacenty Jędrusik – polski aktor, reżyser, wykładowca Akademii Muzycznej w Katowicach[18]
  - Wadym Niesterczuk – ukraiński kierowca rajdowy[19]
  - Joanna Pizoń-Świtkowska – polska pływaczka, wielokrotna rekordzistka kraju, brązowa medalistka mistrzostw Europy juniorów w Oslo w 1976 roku[20][21]
- 24 czerwca
  - Mick Aston – angielski archeolog, profesor[22]
  - Emilio Colombo – włoski polityk, były premier[23]
  - Joannes Gijsen – holenderski duchowny katolicki, biskup Reykyavíku[24]
  - Alan Myers – amerykański perkusista, muzyk grupy Devo[25]
  - Stanisław Werner – polski fizyk, żołnierz AK[26]
- 23 czerwca
  - Bobby Blue Bland – amerykański piosenkarz bluesowy[27]
  - Leszek Dziomdziora – polski ogrodnik i kapral Armii Krajowej, uczestnik II wojny światowej[28]
  - Richard Burton Matheson – amerykański pisarz i scenarzysta science fiction[29]
  - Frank Stranahan – amerykański golfista[30]
  - Meamea Thomas – kiribatyjski sztangista[31]
  - Heidi Zink – niemiecka muzyk folkowa[32]
- 22 czerwca
  - Jan Jaskólski – polski lekkoatleta, trójskoczek, olimpijczyk[33]
  - Piotr Perzyna – polski inżynier mechanik[34]
  - Allan Simonsen – duński kierowca wyścigowy[35]
  - Stanisław Skowron – polski dyplomata, chargé d’affaires ambasady w Japonii (1981–1983)[36]
- 21 czerwca
  - Longin Łozowicki – polski dowódca wojskowy, generał broni WP, dowódca Wojsk Obrony Powietrznej Kraju, członek WRON[37]
  - Milorad Mišković – serbski tancerz i choreograf[38]
  - Alen Pamić – chorwacki piłkarz[39]
  - Witold Stefański – polski romanista[40]
  - Zygmunt Wilczek – polski geograf i wojskowy[41]
- 20 czerwca
  - Franz Xaver Eder – niemiecki duchowny katolicki, biskup Pasawy[42]
  - Jerzy Listewnik – polski inżynier mechanik[43]
  - Stanisław Parysz (o. Medard)  – polski duchowny katolicki, kapucyn, ostatni kapelan Powstania Warszawskiego[44]
- 19 czerwca
  - Chet Flippo – amerykański dziennikarz i krytyk muzyczny[45]
  - Vince Flynn – amerykański pisarz[46]
  - James Gandolfini – amerykański aktor[47]
  - Gyula Horn – węgierski polityk[48]
  - Tadeusz Majda – polski malarz, grafik i scenograf[49]
  - Maciej Malicki – polski prozaik i poeta[50]
  - Władysław Matkowski – polski wojskowy[51]
  - Slim Whitman – amerykański piosenkarz i gitarzysta country[52]
- 18 czerwca
  - Ołena Demydenko – ukraińska biathlonistka[53]
  - Michael Hastings – amerykański dziennikarz[54]
  - Elżbieta Wagner – polska lekkoatletka, płotkarka i sprinterka[55]
  - David Wall – brytyjski tancerz baletowy[56]
- 17 czerwca
  - Jim Goddard – angielski reżyser filmowy i telewizyjny[57]
  - Werner Lang – niemiecki inżynier, twórca samochodu Trabant[58]
  - Jan Moskwa – polski samorządowiec i historyk, starosta pińczowski (2010–2013)[59]
  - Geoff Strong – angielski piłkarz[60]
- 16 czerwca
  - James Gibb – brytyjski pianista klasyczny[61]
  - Jerzy Kosowicz – polski endokrynolog[62]
  - Josip Kuže – chorwacki piłkarz[63]
  - Richard Marlow – angielski dyrygent chórów, organista, pedagog[64]
  - Zbigniew Szlamiński – polski neurochirurg[65]
  - Ottmar Walter – niemiecki piłkarz[66]
- 15 czerwca
  - Heinz Flohe – niemiecki piłkarz[66]
  - José Froilán González – argentyński kierowca wyścigowy[67]
  - Roger LaVern – brytyjski muzyk rockowy, pianista grupy The Tornados[68]
  - Jelena Iwaszczenko – rosyjska judoczka[69]
  - Adam Pernal – polski pianista i kompozytor kabaretu Potem[70]
  - Manuel dos Santos Machado – portugalski polityk i prawnik[71]
  - Paul Soros – amerykański przedsiębiorca pochodzenia węgiersko-żydowskiego, filantrop; brat George’a Sorosa[72]
  - Kenneth G. Wilson – amerykański fizyk, laureat Nagrody Nobla[73]
- 14 czerwca
  - Hugh Maguire – irlandzki skrzypek[74]
  - Gene Mako – amerykański tenisista[75]
  - Grzegorz Schneider – polski perkusista[76]
  - Georg Dietrich – przedsiębiorca niemiecki, honorowy obywatel Olsztyna
- 13 czerwca
  - Mohammed Al-Khilaiwi – saudyjski piłkarz[77]
  - Tadeusz Zbigniew Dworak – polski astronom, pisarz[78]
  - Sam Most – amerykański flecista i saksofonista jazzowy[79]
- 12 czerwca
  - Fatai Rolling Dollar – nigeryjski gitarzysta, perkusjonista, wokalista i autor tekstów[80]
  - Jirōemon Kimura – japoński superstulatek, uważany za najstarszego żyjącego człowieka na świecie[81]
  - Andreas Kiligkaridis – grecki kajakarz, olimpijczyk[82]
  - Jason Leffler – amerykański kierowca wyścigowy[83]
  - Roman Rutowski – polski chirurg, profesor[84]
- 11 czerwca
  - Miller Barber – amerykański golfista[85]
  - Robert Fogel – amerykański historyk i ekonomista, laureat Nagrody Banku Szwecji im. Alfreda Nobla w dziedzinie ekonomii[86]
  - Bogdan Potocki – polski aktor[87]
  - Johnny Smith – amerykański gitarzysta jazzowy[88]
  - Jaakko Wallenius – fiński pisarz i dziennikarz[89]
- 10 czerwca
  - Waldemar Chołodowski – polski krytyk filmowy[90]
  - Franz Handlos – niemiecki polityk, prawnik i publicysta, deputowany, lider Republikanów (1983–1985)[91]
  - Petrus Kastenman – szwedzki jeździec sportowy[92]
  - Louis M’Fedé – kameruński piłkarz[93]
  - Enrique Orizaola – hiszpański trener piłkarski[94]
- 9 czerwca
  - Iain Banks – szkocki pisarz[95]
  - Bruno Bartoletti – włoski dyrygent[96]
  - Elias Querejeta – hiszpański piłkarz, scenarzysta i producent filmowy[97]
- 8 czerwca
  - Joram Kaniuk – izraelski pisarz, malarz, dziennikarz, krytyk teatralny[98]
  - Angus MacKay – angielski aktor[99]
- 7 czerwca
  - Mirosław Car – polski piłkarz[100]
  - Donna Hartley – angielska lekkoatletka, sprinterka, olimpijka[101]
  - David Lyon – brytyjski aktor[102]
  - Pierre Mauroy – francuski polityk, premier Francji w latach 1981–1984[103]
  - Richard Ramirez – amerykański seryjny morderca[104]
  - Joseph Michael Sullivan – amerykański duchowny katolicki, biskup Brooklynu[105]
  - Amelia Wershoven – amerykańska lekkoatletka, oszczepniczka[106]
- 6 czerwca
  - Hanna Iłowiecka-Przeciszewska – polska działaczka katolicka i społeczna[107]
  - Jerome Karle – amerykański chemik, noblista[108]
  - Tom Sharpe – brytyjski pisarz satyryczny, pedagog[109]
  - Bronisław Szymański – polski geolog[110]
  - Maxine Stuart – amerykańska aktorka[111]
  - Esther Williams – amerykańska pływaczka i aktorka[112]
- 5 czerwca
  - Ruairí Ó Brádaigh – irlandzki polityk[113]
  - Stefan Cieślak – polski fotoreporter[114]
  - Stanisław Nagy – polski duchowny katolicki, sercanin, profesor nauk teologicznych, arcybiskup, kardynał[115]
  - Zofia Sumińska – polska żeglarka i działaczka sportowa[116]
- 4 czerwca
  - Joey Covington – amerykański perkusista rockowy[117]
  - Waldemar Podgórski – polski reżyser filmowy[118]
  - Lucjan Szołajski – polski lektor filmowy i telewizyjny[119]
  - Marcin Szyszko – polski perkusista rockowy, muzyk grupy Wilki w latach 1992–2006[120]
- 3 czerwca
  - Józef Czyrek – polski dyplomata, minister spraw zagranicznych w latach 1980–1982[121]
  - Henryk Dusza – polski piłkarz[122]
  - Arnold Eidus – amerykański skrzypek[123]
  - Deacon Jones – amerykański futbolista[124]
  - Jiah Khan – indyjska aktorka[125]
  - Frank Lautenberg – amerykański polityk żydowskiego pochodzenia, demokrata; weteran II wojny światowej[126]
  - Enrique Lizalde – meksykański aktor[127]
  - Emil Nikodemowicz – polski hokeista, trener hokejowej reprezentacji Polski (1982–1984 i 1989–1990)[128]
- 2 czerwca
  - Rimantas Lazdynas – litewski dziennikarz, polityk[129]
  - Mandawuy Yunupingu – australijski muzyk rockowy, piosenkarz i gitarzysta aborygeńskiej grupy Yothu Yindi[130]
- 1 czerwca
  - Janina Ławińska-Tyszkowska – polska filolog[131]
  - Henryk Manteuffel – polski ekonomista[132]
  - Paul Olefsky – amerykański wiolonczelista, profesor[133]
  - Sigbjørn Rafdal – norweski kolarz[134]